# (3615) Safronov
(3615) Safronov est un astéroïde de la ceinture principale.

## Description
(3615) Safronov est un astéroïde de la ceinture principale. Il fut découvert le 29 novembre 1983 à la station Anderson Mesa par Edward L. G. Bowell. Il présente une orbite caractérisée par un demi-grand axe de 3,16 UA, une excentricité de 0,13 et une inclinaison de 2,1° par rapport à l'écliptique.

## Compléments